# Chiesa dell'India del Sud
La Chiesa dell'India del sud (conosciuta anche come CSI) è succeduta alla Chiesa anglicana in India al momento dell'indipendenza dal dominio britannico del Dominion dell'India. Deriva da una unione delle Chiese anglicane e protestanti dell'India meridionale. Con più di 5 milioni di fedeli, è la seconda più numerosa confessione cristiana in India dopo la quella cattolica. La CSI è una delle quattro chiese unitesi nella Comunione anglicana ed è anche membro della Alleanza mondiale delle Chiese riformate.
Che tutti siano uno è il motto della Chiesa dell'India del Sud.

## Storia del cristianesimo in India
Il cristianesimo in India nasce dai cristiani di San Tommaso che fanno risalire le loro origini a Tommaso apostolo, che secondo la tradizione fece molti proseliti in India nel I secolo. Nel VII secolo erano parte della Chiesa d'Oriente, con centro in Persia. L'intera comunità è rimasta unita fino al XVII secolo, quando le controversie con il Padroado portoghese in India hanno portato al giuramento della croce pendente del 1653 e la divisione dei cristiani di san Tommaso in cattolici e altre chiese indipendenti.

### Origine della Chiesa dell'India del Sud
La Chiesa dell'India del sud non fa riferimento diretto alla tradizione dei cristiani di san Tommaso. L'unione della Chiesa dell'India del sud si è svolta il 27 settembre 1947 nella cattedrale di San Giorgio a Chennai, nello Stato indiano del Tamil Nadu, solo un mese dopo l'acquisizione della sua indipendenza dalla Gran Bretagna. Si è formata dall'unione della South India United Church (Chiesa unita dell'India del sud) (la stessa un'unione di chiese di tradizione Congregazionaliste, Presbiteriane e Riformate) e le provincie del sud della Church of India, Pakistan, Burma and Ceylon anglicana e della  Methodist Church of South India (Chiesa metodista dell'India del sud). Nel 1990, un piccolo gruppo di Chiese battiste e Pentecostali si sono aggiunte all'unione.